# 阿里雅盧爾縣
阿里雅盧爾縣是印度的一個縣，位於該國南部，由泰米爾納德邦負責管轄，面積1,949平方公里，識字率為71.99%，2011年人口752,481，人口密度每平方公里386人。

## 外部連結
- Ariyalur District Official WebSite
- Ariyalur District Police
- www.ariyalur.co.in （页面存档备份，存于）
- www.rkstravels.in （页面存档备份，存于）